# المساجد (فرع العدين)

تعديل مصدري - تعديل

المساجد محلة تابعة لقرية القرين، التابعة لعزلة الوزيرة بمديرية فرع العدين إحدى مديريات محافظة إب في الجمهورية اليمنية، بلغ تعداد سكانها 60 حسب تعداد اليمن لعام 2004.